# Tomi Shimomura
Tomi Shimomura (下村 東美 Shimomura Tomi?), född 8 december 1980 i Hokkaido prefektur, är en japansk fotbollsspelare.
Shimomura började sin karriär 2003 i Cerezo Osaka. Efter Cerezo Osaka spelade han för JEF United Chiba, Montedio Yamagata, Shonan Bellmare och Giravanz Kitakyushu. Han avslutade karriären 2014.